# Goniopteroloba zalska
Goniopteroloba zalska är en fjärilsart som beskrevs av Swinhoe 1894. Goniopteroloba zalska ingår i släktet Goniopteroloba och familjen mätare. Inga underarter finns listade i Catalogue of Life.